# Svarttjärnen (Enångers socken, Hälsingland, 681614-156186)
Svarttjärnen är en sjö i Hudiksvalls kommun i Hälsingland och ingår i Nianån-Norralaåns kustområde.